# Estádio do Leça FC
Das Estádio do Leça FC ist ein Fußballstadion in der portugiesischen Gemeinde Leça da Palmeira, Grande Porto.

## Geschichte und Standort
Es wurde 1992 errichtet und ist Heimspielstätte des Fußballclubs Leça FC, der hier zwischen 1995 und 1998 seine Erstligaspiele austrug. Die Anlage liegt im Osten des Gemeindegebiets unmittelbar an der Autobahn A28. Es hat ein Fassungsvermögen von 4.529 Zuschauern.